# ジョシュ・ティム
ジョシュ・ティム（Josh Timu、1997年7月6日 - ）は、スーパーラグビー・パシフィックハイランダーズに所属しているラグビーユニオン選手。

## プロフィール
- ニュージーランド・オタゴ出身[1]。
- ポジションはセンター(CTB)。
- 身長 180cm、体重 90kg[2]。
- 父のジョンも元ラグビー選手（元オールブラックス）[3]。

## 略歴
オタゴを経て、2019年3月、サンウルブズに追加召集された。
2022年、ハイランダーズに加入。